# الحاج المسفيوي
الحاج محمد المسفيوي (توفي في 13 يونيو 1906) هو قاتل متسلسل مغربي، مسؤول عن مقتل 36 امرأة على الأقل بين نهاية القرن التاسع عشر وبداية القرن العشرين.
بعد اعتقاله وتعريضه لشتى أنواع التعذيب اعترف بالمنسوب إليه، وبقتله 36 فتاة، وهو ما تم وفقا لتصريحاته وتصريحات شريكته بغية السرقة. حيث يعمد لإعطاء مشروب مخدر للضحايا، قبل قتلهن وتقطيع رؤوسهن ودفنهن. وهكذا تم العثور على 20 جثة مقطوعة الرأس في قعر بئر بدكان المسفيوي، و16 جثة بحديقة بيته المجاور للدكان، حيث كان يعمل إسكافيا.
أمام غضب المراكشيين سيتم الحكم عليه بحكم عرفي، يقضي بقتله صلبا 2 مايو 1906. وهو ما ستتصدى له التمثيليات الدبلوماسية بالمغرب حينها، بدعوى همجيته المرفوضة. ليتم تعويض الموت صلبا بالموت شنقا.
حكم لن يستعجل المخزن لتنفيذه، حيث سيدخل المسفيوي مسارا طويلا من التعذيب، من خلال تعريضه يوميا لحصص من الجلد القاسي أمام الملأ، والذي يختتم بعشر ضربات من عصا مسننة بمسامير تحول جسده لبقع من الدم. مسار انتهى بدفن المسفيوي حيا والبناء عليه واقفا.
قام اثنان من البنائين بعمل فتحة في جدران البازار السميكة بعمق حوالي 0.61 م وعرضها وحوالي  1.8 م ارتفاع. تم تثبيت السلاسل على الجدار الخلفي لإبقاء المسفيوي واقفاً. يبدو أنه لم يتم إخباره بما سيكون عليه مصيره لأنه في يوم إعدامه ، بدأ بالصراخ طلباً للرحمة والقتال مع حراسه عندما اقتيد إلى الحائط.  بعد تقييده بالسلاسل ، ألقى المارة القذارة والفضلات عليه. ثم تقدم البناؤون وبدأوا في غلق الفتحة. بعد دفنه حيا ، كان الحشد صامتًا ، ثم يهتفون كلما سمعوه يصرخ بالداخل.  سُمع صوته في اليومين الأولين ، قبل أن يصمت في اليوم الثالث. و أعرب الكثير من الحشد عن غضبهم لأنه مات بسرعة كبيرة.